# تخليق نووي
التخليق النووي هو العملية التي تتكوّن من خلالها نواة ذرية جديدة من النكلونات الموجودة من قبل، في المقام الأول البروتونات والنيوترونات. تشكلت النوى الأولى بعد ثلاث دقائق من الانفجار العظيم من خلال عملية تسمى «الاصطناع النووي في الانفجار العظيم». وبعد مرور 17 دقيقة برد الكون لدرجة توقفت عندها تلك العمليات، لذلك لم تحدث سوى أبسط وأسرع ردود الفعل، تاركة الكون يحتوي على حوالي 75٪ هيدروجين و 24٪ هيليوم وآثار لعناصر أخرى مثل الليثيوم ونظير الهيدروجين (الديوتيريوم). ولا تزال المادة في الكون المرصود تتألّف من نفس التكوين تقريباً حتّى يومنا هذا.
تشكّلت فيما بعد نوى لعناصر أثقل، من خلال العديد من العمليات ذات المراحل المتعدّدة. فقد تشكلت النجوم، وبدأت في دمج العناصر الخفيفة مع العناصر الأثقل منها في قلبها ونتيجة لهذه العمليّة المعروفة باسم (الاصطناع النووي النجميّ) تمّ نشر الطاقة. تكوّن عمليات الانصهار العديد من العناصر الأخف وزنًا بما في ذلك الحديد والنيكل، ويتم إخراج هذه العناصر إلى الفضاء (الوسط البينجمي) أو ما يعرف باللغة الإنكليزيّة بـ (Interstellar medium)عندما تُسقِط النجوم الأصغر حجماً مغلّفاتها الخارجية وتصبح أصغر النجوم المعروفة باسم (الأقزام البيضاء). وتشكل بقايا كتلتها المقذوفة السدم الكوكبيّة والتي يمكن ملاحظتها في جميع أنحاء مجرّتنا.
الاصطناع النووي في السوبرنوفا ضمن النجوم المتفجّرة يحدث عن طريق دمج الكربون والأكسجين وهو المسؤول عن وفرة العناصر الموجودة بين المغنيسيوم (العدد الذري 12) والنيكل (العدد الذري 28) في الجدول الدوري. ويعتقد أيضا أن الاصطناع النووي في المستعر الأعظم (السوبرنوفا) مسؤول أيضاً عن تشكيل عناصر أندر وأثقل من الحديد والنيكل، في الثواني القليلة الأخيرة من تشكل المستعر الأعظم (السوبرنوفا) من النوع الثاني. ويمتص عملية تشكيل هذه العناصر الثقيلة الطاقة من الطاقة الناتجة عن انفجار المستعر الأعظم (السوبرنوفا) (عملية ماصّة للحرارة). ويتكوّن بعضٌ هذه العناصر نتيجةً لامتصاص نيوترونات متعددة من خلال ما يعرف بـ (عملية R) في فترة بضع ثوان أثناء الانفجار. وتشمل العناصر المكوّنة في المستعرات العظمى أثقل العناصر المعروفة، مثل العناصر الطويلة العمر (اليورانيوم والثوريوم).
إن اندماجات النجم النيوتروني والاصطدامات مسؤولة أيضًا عن خلق العديد من العناصر الثقيلة، عبر (العملية r) حيث الحرف r هو اختصار لكلمة rapid أي «سريع». النجوم النيوترونية هي بقايا كثيفة للغاية من المستعرات الأعظمية (السوبرنوفا)، وكما يوحي اسمها، فإنها تتكون من حالة معقدة من المادة تتكون في الغالب من نيوترونات مجموعة ومتعرّضة لضغوط جبّارة. عندما يصطدم اثنان من النجوم الكثيفة هذه، يمكن إخراج كمية كبيرة من المادة الغنية بالنيوترون عند درجات حرارة عالية للغاية وتحت ظروف غريبة، وقد تتشكل عناصر ثقيلة عندما تبدأ المواد المقذوفة بالبرودة. في عام 2017، أدّى الاندماج (GW170817) إلى تشكّل كمّيّات مهولة من الذهب والبلاتين وغيرها من العناصر الثقيلة على مدى فترة طويلة.
تشظية الأشعّة الكونيّة، الذي يحدث عندما تؤثر الأشعة الكونية على الوسط البينجمي (Interstellar medium) وتتشظّى أنواع ذرية أكبر، هو مصدر هام للنويات الأخف، خاصة (3He) و (9Be) و (10,11B)، التي لا تنشأ بالاصطناع النووي النجمي.
بالإضافة إلى عمليّات الاندماج المسؤولة عن تزايد عدد العناصر الموجودة في الكون، تستمر بعض العمليات الطبيعية البسيطة في إنتاج أعداد صغيرة جدًا من النيوكليدات الجديدة على الأرض. هذه النيوكليدات لا تشارك إلا بنسبة ضئيلة جدّاً من كمياتها الكلية، ولكنها قد تكون مسؤولة عن وجود نويات جديدة محددة. يتم إنتاج هذه النيوكليدات عن طريق (تراجع) توليد الإشعاع من النيوكليدات المشعّة وطويلة العمر والثقيلة والبدائية مثل اليورانيوم والثوريوم. كما يسهم قصف الأشعّة الكونيّة للعناصر على الأرض في وجود أنواع ذرية نادرة قصيرة العمر تسمى النيوكليدات كونية المنشأ.

## الجدول الزمني

جدول دوري يوضح الأصل الكوني لكل عنصر. يمكن تشكّل عناصر من الكربون حتى الكبريت في النجوم الصغيرة بواسطة عملية ألفا. العناصر ما عدا الحديد مصنوعة في النجوم الكبيرة بعملية التقاط النيوترونات البطيئة (العملية s)، تليها الطرد إلى الفضاء في قذائف الغاز (انظر السدم الكوكبية). يمكن صنع عناصر أثقل من الحديد في عمليات اندماج النجم النيوتروني أو المستعرات الأعظمية بعد (العملية r)، التي تشمل انفجار كثيف للنيوترونات والتقاط سريع بواسطة العنصر.

يعتقد أن النيكلونات البدائيّة تشكّلت من بلازما الكوارك-غلوون أثناء الانفجار العظيم حيث أنّها تبرد أقل من تريليوني درجة. بعد بضع دقائق، وبدءاً بالبروتونات والنيوترونات فقط، تشكلت نوى العناصر حتى الليثيوم والبيريليوم (كلاهما يحملان الرقم النووي 7)، لكن وفرة العناصر الأخرى انخفضت بحدّة مع الكتلة الذرية المتزايدة. ربما تشكّل بعض البورون في هذا الوقت، لكن العملية توقّفت قبل أن يتم تكوين كربون مهم لأنّ هذا العنصر يتطلب منتجاً كثافته أعلى بكثير من كثافة الهليوم ومدّة زمنيّة أكبر من الوقت القصير اللازم لعمليّة الاصطناع النووي في الانفجار العظيم. تنتهي عملية الاندماج هذه بشكل أساسي في حوالي العشرين دقيقة، بسبب الانخفاضات في درجة الحرارة والكثافة حيث استمر الكون في التوسع. عملية الاصطناع النووي في الانفجار العظيم كانت النوع الأول من التوالد النووي الذي يحدث في الكون.
تتطلّب عملية التوليف النووي اللاحقة للعناصر الأثقل درجات حرارةٍ وضغوطاتٍ شديدة موجودة داخل النجوم والمستعرات العظمى (السوبرنوفا). وقد بدأت هذه العمليات عندما انهار الهيدروجين والهيليوم الناتجان عن الانفجار الكبير في النجوم الأولى عند 500 مليون سنة. عمليّة تشكّل النجوم يتحدث بشكل مستمر في المجرات منذ ذلك الوقت. من بين العناصر التي وجدت بشكل طبيعي على الأرض (ما يسمى بالعناصر البدائية)، فإن تلك العناصر الأثقل من البورون أُنشئت نتيجة اصطناع نووي نجمي وباصطناع نووي في السوبرنوفا، وأعدادها الذريّة تتراوح من Z = 6 (الكربون) إلى Z = 94 (البلوتونيوم). حدث تركيب هذه العناصر إما عن طريق الاندماج النووي (بما في ذلك الالتقاط السريع والبطيء للنيوترونات المتعددة) أو بدرجة أقل بواسطة الانشطار النووي متبوعًا بتحلّل بيتا.
يكتسب النجم عناصر أثقل من خلال الجمع بين نواته الأخف والهيدروجين والديوتيريوم والبريليوم والليثيوم والبورون والتي تم العثور عليها في التركيب الأولي للوسط بين النجمي وبالتالي النجم. وبالتالي، يحتوي الغاز البيننجمي على انخفاض في غزارة العناصر الخفيفة هذه، الموجودة فقط بحكم اصطناعها النووي خلال الانفجار الكبير. ويُعتقد أنّ كميات أكبر من هذه العناصر الأخف في الكون الحالي قد استعيدت من خلال مليارات السنين من الأشعة الكونية (بروتونات عالية الطاقة في الغالب) تتوسطها عناصر أثقل في الغاز البيننجمي والغبار. وتشتمل شظايا اصطدامات الأشعّة الكونية هذه على العناصر الخفيفة Li و Be و B.

## تاريخ نظريّة التخليق النووي
كانت الأفكار الأولى حول الاصطناع النووي هي ببساطة أنّ العناصر الكيميائيّة أنشئت في بداية الكون، من دون أي سيناريو منطقي مفهوم لهذه الأفكار. وأصبح تدريجيّاً من الواضح أنّ الهيدروجين والهيليوم هما العنصرين الأكثر وفرة في الكون. وكل ما تبقى يشكّل أقل من 2 ٪ من كتلة النظام الشمسي، وكذلك أنظمة النجوم الأخرى. وفي الوقت نفسه، كان من الواضح أنّ الأوكسجين والكربون هما العنصران الأكثر توافراً في الكون بعد الهيدروجين والهيليوم، وأنّ هناك أيضًا اتجاهًا عامًا نحو وفرة العناصر الخفيفية، خاصّةً تلك المكونة من أعداد كاملة من نوى الهيليوم -4.
اقترح (آرثر ستانلي إيدنجتون) لأول مرة في عام 1920، أنّ النجوم تحصل على طاقتها من خلال دمج الهيدروجين مع الهيليوم ورفع احتمالية أنّ العناصر الثقيلة قد تتشكّل أيضًا في النجوم. هذه الفكرة لم تكن مقبولة بشكل عامّ، حيث أنّ الآليّة النوويّة لم تكن مفهومة. وفي السنوات التي سبقت الحرب العالمية الثانية مباشرة، شرح هانز بيث لأوّل مرة تلك الآليّات النوويّة التي يندمج فيها الهيدروجين مع الهيليوم.
العمل المبتكر لـ (فريد هويل) حول الاصطناع النووي للعناصر الثقيلة في النجوم، أُتِمّ تماماً بعد الحرب العالمية الثانية. وقد شرح بعمله إنتاج جميع العناصر الثقيلة بدءاً من الهيدروجين. واقترح (هويل) أنّ عملية إنتاج الهيدروجين مستمرى في الكون حتّى الآن وذلك من الفراغ والطاقة دون الحاجة إلى بداية كونيّة.
شرح اكتشاف (هويل) كيف ازدادت وفرة العناصر بمرور الوقت مع زيادة عمر المجرة. وفي وقت لاحق، تمّ توسيع اكتشاف (هويل) خلال ستّينات القرن الماضي من خلال مساهمات كلّ من (ويليام ألف فاولر)، (ألستير جي دبليو كاميرون)، و (دونالد كلايتون)، وتبعهم العديد من العلماء. ورقة المراجعة المبتكرة التي قُدّمت عام 1957 من قبل (إي إم بيربيدج) و (جي آر بيربيدج) و (فولر) و (هويل) هي ملخّص مشهور لحالة الحقل في عام 1957. فقد حدّدت تلك الورقة عمليات جديدة لتحويل نواة ثقيلة إلى أخرى داخل النجوم، وبإمكان علماء الفلك توثيق تلك العمليّات.
الانفجار الكبير بحدّ ذاته اِقتُرح في عام 1931، قبل تلك الفترة بوقت طويل، من قبل الفيزيائي البلجيكي (جورج لوميتير) الذي اقترح أن التوسّع الواضح للكون يتطلّب أنّ الكون سينكمش إذا عدنا بالزمن إلى الوراء وسيستمر في الانكماش حتّى يصل لنقطة لا يمكن له أن يتقلّص بعدها أكثر. وهذا من شأنه أن يجلب كل كتلة الكون إلى نقطة واحدة، «ذرة أوّليّة»، إلى حالة لم يكن موجودة فيها لا الزمان ولا المكان. وأعطى (هويل) في وقت لاحق نموذج (لوميتير) مصطلحًا ساخراً ألا وهو (الانفجار العظيم)، ولم يدرك أنّ نموذج (لوميتير) كان مطلوبًا لشرح وجود الديوتريوم والنيوكليوتيدات بين الهليوم والكربون، بالإضافة إلى الكمّيّة الهائلة من الهليوم الموجودة ليس فقط في النجوم وإنّما أيضًا في الفضاء بين النجوم. لذلك، فإنّ هناك حاجة لوجود كلّ من النموذجين، نموذج (لوميتير) ونموذج (هويل) للاصطناع النووي لتفسير وفرة العناصر في الكون.
إنّ الهدف من نظرية الاصطناع النووي هو شرح التباين الكبير للعناصر الكيميائيّة ونظائرها المتعددة من منظور العمليّات الطبيعيّة. وقد كان المنبّه الأساسيّ لتطوير هذه النظريّة هو فكرة وفرة العناصر مقابل العدد الذري لها. فعند رسم هذه الكمّيّات على مخطّط بيانيّ كدالّة ذات رقم ذري، لها بنية مسننة خشنة تختلف باختلاف العوامل حتى عشرة ملايين. كان من المحفزات المؤثرة جداً على أبحاث تركيب الخلايا النووية هو جدول الوفرة الذي أنشأه (هانز سوس) و (هارولد أوري)، والذي كان يعتمد على الكمّيّات غير المجزّأة للعناصر غير المتبخّرة الموجودة في النيازك غير المتحللة. يتم عرض مثل هذا الرسم البياني للوفرة على مقياس لوغاريتمي، حيث يتم إخفاء البنية الخشنة بواسطة القوى العشرة الموجودة في المحور الشاقولي لهذا الرسم البياني. انظر كتيب النظائر المشعة في الكون لمزيد من البيانات ومناقشة وفرة النظائر.

وفرة العناصر الكيميائية في النظام الشمسي. الهيدروجين والهيليوم هما الأكثر شيوعًا، والعناصر الأخرى المتبقّية ضمن نموذج الانفجار العظيم. العناصر الثلاثة التالية (Li، Be، B) نادرة لأنّها شُكّلت بشكل هزيل أثناء الانفجار العظيم وأيضاً في النجوم. الاتّجاهان العامّان في العناصر المتبقّية المنتجة في النجوم هما: (1) تناوب وفرة العناصر وفقاً لما إذا كان لديهم أعداد ذرية زوجية أو فردية، و (2) انخفاض عام في الوفرة، حيث تصبح العناصر أثقل. في هذا الاتجاه (مع زيادة العدد الذري أي بالاتّجاه نحو اليمين في المخطط البياني)، هناك ذروتان فقط عند الحديد والنيكل، والتي تكون مرئيّة بشكل خاص على الرسم البياني اللوغاريتمي الذي يمتد بقوى أقل من عشرة، مثلا بين logA = 2 (A = 100) و logA = 6 (A = 1,000,000).

## العمليات
هناك عدد من العمليّات الفيزيائيّة الفلكيّة التي يعتقد أنّها مسؤولة عن الاصطناع النوويّ. تحدث بغالبيّتها داخل النجوم، وتعرف سلسلة تلك العمليات الانصهارية النووية باسم حرق الهيدروجين (عبر سلسلة البروتون-البروتون أو دورة CNO)، وحرق الهليوم، وحرق الكربون، وحرق النيون، وحرق الأكسجين وحرق السيليكون. هذه العمليات قادرة على تشكيل العناصر بما في ذلك الحديد والنيكل. هذه هي منطقة الاصطناع النووي التي يتم فيها إنشاء نظائر ذات أعلى طاقة ارتباط لكلّ نواة.
يمكن تجميع العناصر الأثقل ضمن النجوم من خلال عملية التقاط النيوترونات المعروفة باسم (العملية (s أو في البيئات المتفجرة، مثل المستعرات النجمية (السوبرنوفا) واندماج النجوم النيوترونية، من خلال عدد من العمليات الأخرى التي تشمل (عمليّة r)، والتي تنطوي على التقاط النيوترونات السريعة، و (عملية (RP ، و (عملية p) (التي تعرف أحيانا باسم عملية غاما)، والتي ينتج عنها الانحلال النووي للنوى الموجودة.

## الأنواع الرئيسية للتخليق النووي

### التخليق النووي في الانفجار الكبير
حدث التخليق النووي أثناء الانفجار الكبير ، وهو المسؤول عن وفرة بعض العناصر والجزيئات خلال الدقائق الثلاثة الأولى من بداية الكون مثل الديوتيريوم والبروتيوم والهيليوم، وعلى الرغم من استمرار إنتاج العديد من نظائر الهيدروجين عن طريق الانصهار النجمي وأنواع أخرى من التحلل الإشعاعي ولكن يُعتقد أن معظم كتلة النظائر في الكون قد تم إنتاجها أثناء الانفجار الكبير، تحديداً ما بين 100 و 300 ثانية بعد الانفجار الكبير عندما تجمدت بلازما الكواركات البدائية لتشكيل البروتونات والنيوترونات، كانت الفترة التي حدث فيها التخليق النووي بعد الانفجار الكبير قصيرة جداً قبل أن تتوقف عن طريق التمدد والتبريد (حوالي 20 دقيقة فقط)، لذلك لم يكن بالإمكان تشكيل أي عناصر أثقل من البريليوم (أو ربما البورون)، وكانت العناصر التي تشكلت خلال هذه الفترة في حالة البلازما (شاردية)، ولم تصبح في حالة ذرات معتدلة إلا في وقتٍ متأخر.

### التخليق النووي في النجوم
ببساطة فالتخليق النووي النجمي هو العملية النووية التي يتم من خلالها إنتاج نوى لعناصر جديدة، وهو الأمر الذي يحدث داخل النجوم خلال تطورها، وهذه العملية هي المسؤولة عن الوفرة الكونية للعناصر من الكربون إلى الحديد، حيث يمكن اعتبار النجوم أفراناً نووية حرارية يتم فيها دمج الهيدروجين والهيليوم للحصول على نوى لعناصر ذرية أثقل بسبب درجات الحرارة المرتفعة بشكل متزايد مع تطور تكوين نواة النجم، الكربون ذو أهمية خاصة هنا لأن تكوينه هو أهم ما يحصل في العملية برمتها، حيث يتم إنتاج الكربون من خلال «عملية ألفا ثلاثية» في جميع النجوم، والكربون هو أيضاً العنصر الرئيسي الذي يؤدي إلى إطلاق النيوترونات الحرة داخل النجوم، ويؤدي الامتصاص البطيء للنيوترونات إلى تحويل الحديد إلى عناصر أثقل.
يتم إطلاق نواتج التخليق النووي التي تحدث في قلب النجوم عموماً إلى الفضاء ما بين النجمي من خلال فقدان الكتلة والرياح النجمية للنجوم ذات الكتلة المنخفضة، ونحن نشاهد اليوم نتائج التخليق النووي لنجوم في مرحلة السدم، ونجوم في طور الانفجار «مستعرات عظمى» وهي نجوم تكون كتلتها أكبر من ثمانية أضعاف كتلة الشمس.
كان أول دليل مباشر على حدوث التخليق النووي في قلب النجوم هو ملاحظة أن الفضاء ما بين النجمي أصبح غنياً بعناصر ثقيلة مع مرور الوقت، ونتيجة لذلك تشكلت النجوم التي ولدت منها في وقت متأخر من عمر المجرة، والتي تمتعت بوفرة أعلى بكثير من العناصر الثقيلة الأولية من تلك التي تشكلت في وقت مبكر، وكان اكتشاف التكنيسيوم في الغلاف الجوي لنجم عملاق أحمر في عام 1952 بواسطة التحليل الطيفي أول دليل على النشاط النووي الذي يحدث داخل النجوم، نظراً لأن التكنيسيوم هو عنصر مشع مع عمر نصف أقل بكثير من عمر النجم فيجب أن تشير وفرته لعملية تخليق نووي حديثة داخل هذا النجم، وهناك أدلة مقنعة بنفس القدر على الأصل النجمي للعناصر الثقيلة تتمثل في الوفرة الكبيرة في العناصر المستقرة المحددة الموجودة في الأجواء النجمية لنجوم الغصن العملاقة، وتمَّ تأكيد العديد من البراهين الحديثة التي تدعم التخليق النووي في النواة النجمية من خلال الجزيئات التي أنتجتها النجوم والجزيئات الصلبة التي تكثفت من غازات النجوم والتي يتم استخراجها من الأحجار النيزكية الموجودة على الأرض، حيث تُظهر التراكيب النظرية المقاسة في حبيبات هذه الأحجار العديد من جوانب التخليق النووي داخل النجوم التي تتكثف منها الحبوب خلال حلقات فقدان الكتلة المتأخرة للنجم.

### التخليق النووي في الانفجارات النجمية
يحدث التخليق النووي في البيئة النشطة ضمن المستعرات العظمى، حيث يتم تصنيع العناصر ما بين السيليكون والنيكل كنواتج لهذا التخليق ، يبدأ أساس العملية خلال الانصهار السريع الذي تحرِّضه تفاعلات نووية متوازنة، وقد كان هذا المفهوم هو الاكتشاف الأكثر أهمية في نظرية التخليق النووي لعناصر الكتلة المتوسطة منذ الورقة البحثية التي قدمها هويل عام 1954 لأنها وفرت فهماً شاملاً للعناصر الوفيرة والهامة كيميائياً بين السيليكون والنيكل ، ويمكن أيضاً أن تحدث عمليات تخليق نووي أخرى يتم فيها إنتاج أكثر نظائر العناصر الغنية بالنيوترونات «أثقل من النيكل» بواسطة الامتصاص السريع للنيوترونات الحرة، حيث أنَّ إنشاء نيوترونات حرّة عن طريق التقاط الإلكترون أثناء الانضغاط السريع لنواة المستعرات الأعظمية جنباً إلى جنب مع تجميع بعض نوى الذرات الغنية بالنيوترونات تجعل من عملية التخليق عملية أولية يمكن أن تحدث حتى في نجم من الهيدروجين والهيليوم النقي، وقد تمَّ تأكيد حدوث هذه العملية الأولية من قبل علماء الفلك الذين لاحظوا النجوم القديمة التي ولدت عندما كانت كمية المعدن النجمي لا تزال صغيرة مما يدل على أن المعدن هو نتاج لعملية داخلية تحدث ضمن النجم.
يحدث التخليق النووي للنجم المتفجر بسرعة كبيرة بحيث لا يمكن للتحلل الإشعاعي أن يقلل من عدد النيوترونات، وهكذا يتم تصنيع العديد من النظائر الوفيرة مع أعداد متساوية من البروتونات والنيوترونات ، خلال هذه العملية يؤدي احتراق الأكسجين والسليكون إلى دمج النوى التي تحتوي على أعداد متساوية من البروتونات والنيوترونات لإنتاج نوى تتكون من أعداد كاملة من نوى الهيليوم، وقد حدث البرهان الأكثر إقناعاً على التخليق النووي للنوى الذرية المتفجرة ضمن المستعرات الأعظمية في عام 1987 عندما تم اكتشاف خطوط أشعة غاما منبعثة من المستعرات الأعظمية حيث تمَّ العثور على عناصر يقدر عمرها النصفي الإشعاعي بعام واحد فقط.

### تصادم النجوم النيوترونية
يُعتقد أن تصادمات النجوم النيوترونية هي المصدر الرئيسي للعديد من العناصر الثقيلة .، نظراً لأنَّ هذه النجوم غنية بالنيوترونات فقد تم الاشتباه على أنها مصدر لمثل هذه العناصر رغم عدم وجود أدلة قاطعة، ولكن في عام 2017 ظهر دليل قوي عندما اكتشف مرصد LIGOبالتعاون مع العديد من المراصد في جميع أنحاء العالم موجات الجاذبية الناتجة عن تصادم نيوتروني محتمل، وظهر أنَّ الإشارات المكتشفة كانت للعديد من العناصر الثقيلة مثل الذهب.

### الآليات الثانوية
يتم إنتاج كميات صغيرة من بعض النوى على الأرض بوسائل وآليات صناعية، وهي مصدرنا الرئيسي للحصول على بعض العناصر الثقيلة، ومع ذلك يتم إنتاج بعض النوى الثقيلة أيضاً بواسطة عدد من الوسائل الطبيعية التي استمرت في العمل بعد ظهور العناصر البدائية، وتعمل هذه العناصر غالباً على إنشاء عناصر جديدة بطرق يمكن استخدامها لتتبع مصدر العمليات الجيولوجية، وعلى الرغم من أن هذه العمليات لا تنتج النوى الثقيلة بكثرة إلا أنها يُفترض أنها المصدر الكامل للإمداد الطبيعي الحالي بتلك النوى.
ومن هذه الآليات: الانحلال الإشعاعي الذي ينتج نوى المشعة ونلاحظه في العديد من النظائر المشعة البدائية طويلة العمر، خاصة اليورانيوم 235 واليورانيوم 238 والثوريوم 232، وبعد سنوات طويلة تتحلل هذه العناصر أخيراً إلى نظائر الرصاص، يتم تزويد الأرض بعناصر مثل الرادون والبولونيوم عبر هذه الآلية، وفي أنواع أخرى من التحلل الإشعاعي يتم إنتاج أنواع أثقل من النوى مثل نوى عنصر النيون وتصبح في نهاية المطاف ذرات مستقرة حديثة التشكل، ومن هذه الآليات أيضاً الانشطار النووي التلقائي، حيث تنقسم نواة ذرة لتعطي نوى لعناصر أخف، فمثلاً اليورانيوم 235 واليورانيوم 238 هما نظيران أوليان يخضعان للانشطار التلقائي، ويتم إنتاج التكنيسيوم والبروميثيوم بهذه الطريقة، ومن آليات التخليق النووي الطبيعية أيضاً ردود الفعل النووية التي تحدث بشكل طبيعي بسبب الأشعة الكونية أو أي محرضات أخرى، وتحدث هذه العملية عندما يتفاعل جسيم نشط غالباً ما يكون جسيم ألفا مع نواة ذرة أخرى لتغيير النواة وإنتاج نواة عنصر آخر، وقد تتسبب هذه العملية أيضاً إنتاج مزيد من الجزيئات دون الذرية مثل النيوترونات والتي يمكن لها أن تستمر في إنتاج نوى أخرى عبر الانشطار الناجم عن النيوترونات في تفاعل متسلسل طبيعي.

## اقرأ أيضا
- انفجار عظيم
- اندماج نووي
- نجم (جسم فلكي)